# 6145 Ріменшнайдер
6145 Ріменшнайдер (6145 Riemenschneider) — астероїд головного поясу, відкритий 26 вересня 1960 року.
Тіссеранів параметр щодо Юпітера — 3,483.